# Tanita parva
Tanita parva är en insektsart som beskrevs av Kevan, D.K.M. 1962. Tanita parva ingår i släktet Tanita och familjen Pyrgomorphidae.

## Underarter
Arten delas in i följande underarter:
- T. p. violacea
- T. p. parva